# Cal Nani (el Prat de Llobregat)
Cal Nani és una masia del Prat de Llobregat (Baix Llobregat) inclosa a l'Inventari del Patrimoni Arquitectònic de Catalunya.

## Descripció
Masia que correspon a la tipologia 1.I. de Danés i Torras amb l'afegit d'un mòdul lateral. Té la façana orientada a mar i paral·lela a l'eix de la teulada a dues vessants, seguint el model majoritari a les masies de la Marina del Prat. La casa té adossat un cobertís-pallissa fet amb maó vist, fusta i cobert amb teula plana, que contrasta amb l'ondulada de les teulades principals.

## Història
A la Consueta Parroquial de la primera meitat del segle xix apareix el nom de "Cal Nané", que podria correspondre a l'actual "Cal Nani".